# Donauhänge und Auen zwischen Leipheim und Offingen
Das Naturschutzgebiet Donauhänge und Auen zwischen Leipheim und Offingen liegt auf dem Gebiet der Städte Günzburg und Leipheim und des Marktes Offingen im schwäbischen Landkreis Günzburg.
Das aus zwei Teilflächen bestehende Gebiet erstreckt sich entlang der nördlich fließenden Donau zwischen der Kernstadt Leipheim im Südwesten und dem Kernort Offingen im Nordosten zu beiden Seiten der Kernstadt Günzburg und der in Nord-Süd-Richtung verlaufenden B 16. Nördlich – gegenüber und entlang der Donau – erstreckt sich das 168 ha große Naturschutzgebiet Nauwald und südwestlich das 32 ha große Naturschutzgebiet Jungholz bei Leipheim. Westlich und südlich verläuft die A 8.

## Bedeutung
Das 202,79 ha große Gebiet mit der Nr. NSG-00686.01 wurde im Jahr 2006 unter Naturschutz gestellt. Es handelt sich um einen großflächigen Komplex aus naturnahen Hangwäldern und Hartholzauenwäldern im Donautal.